# 拉坎帕

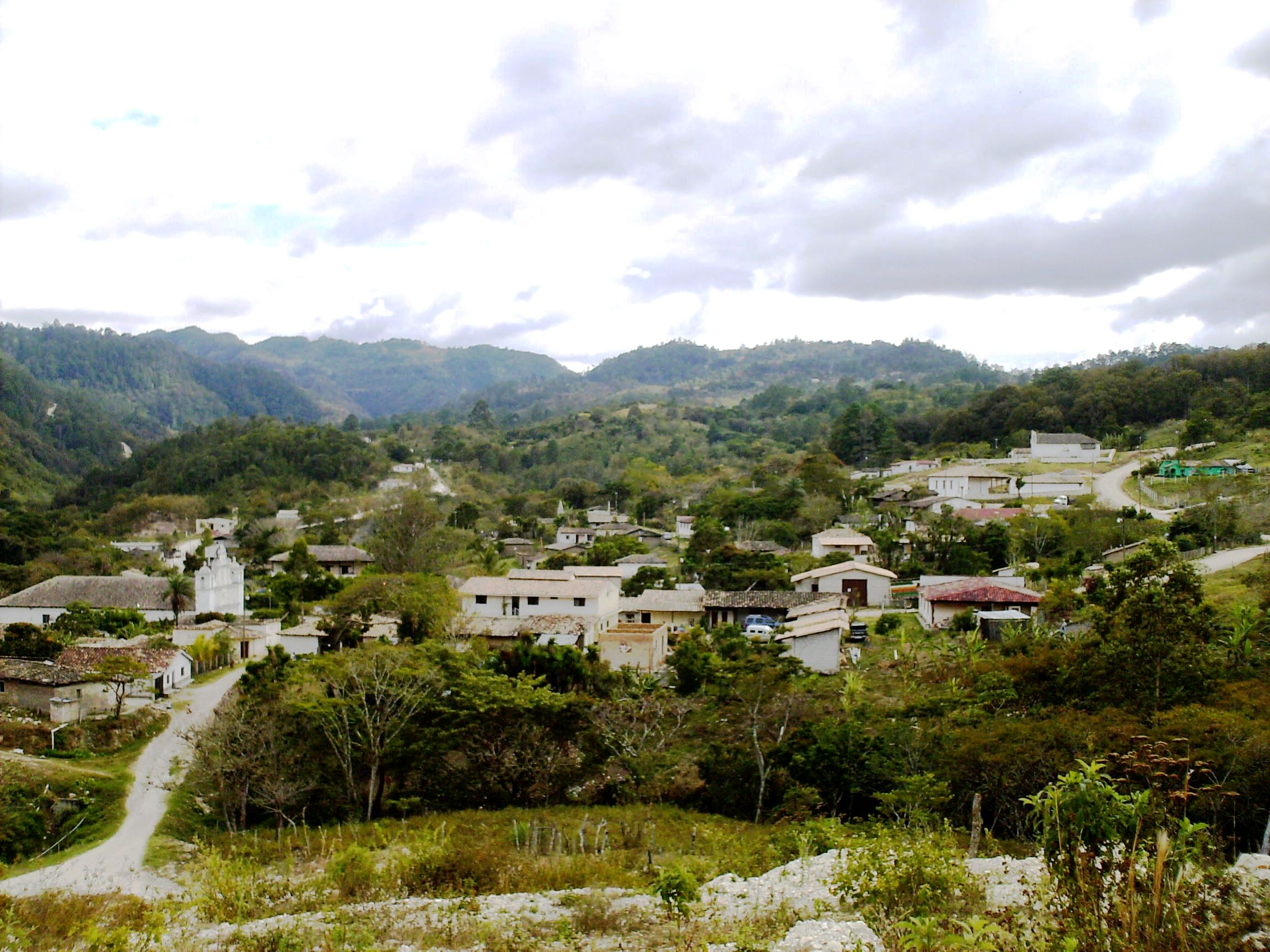

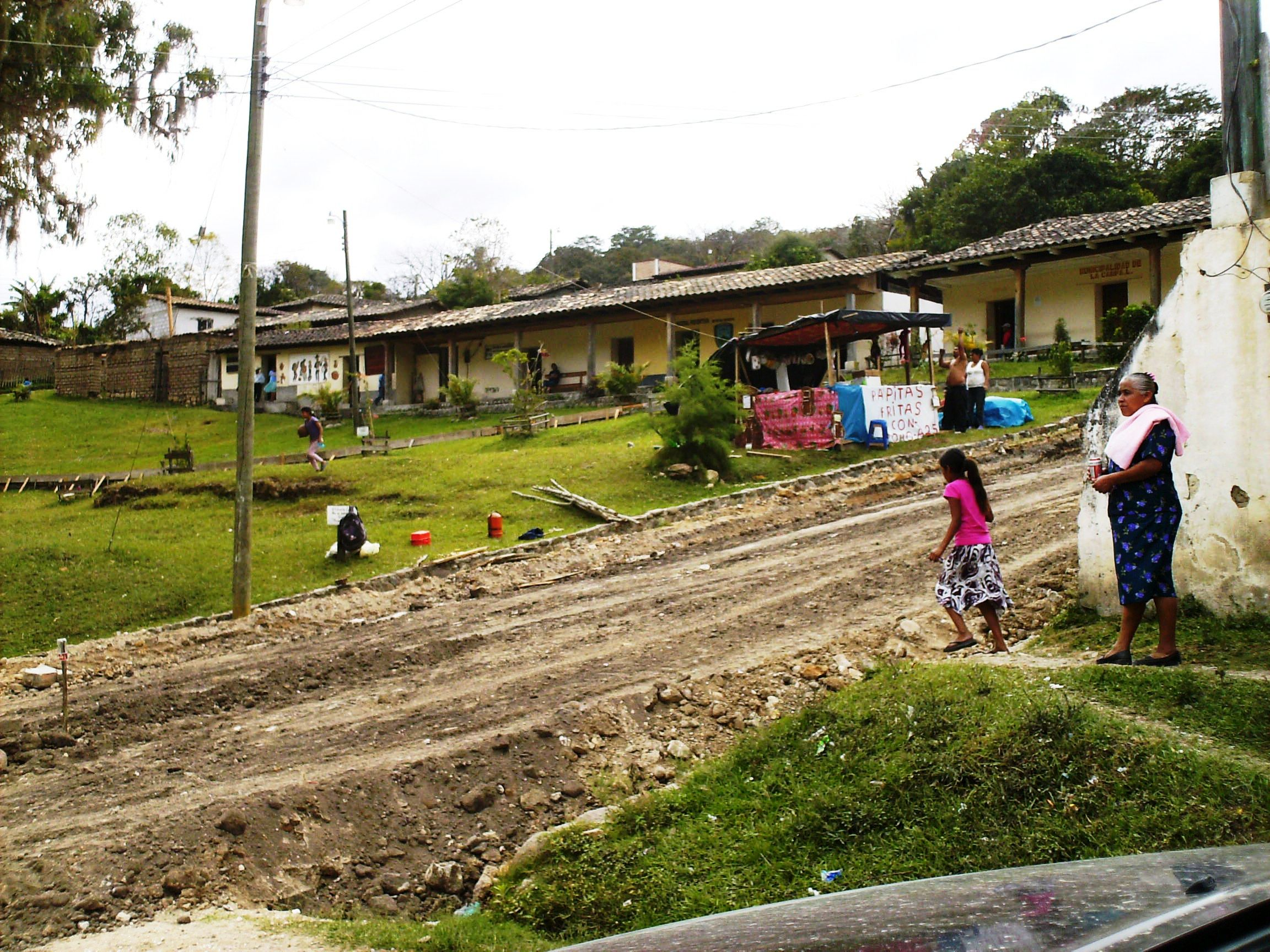

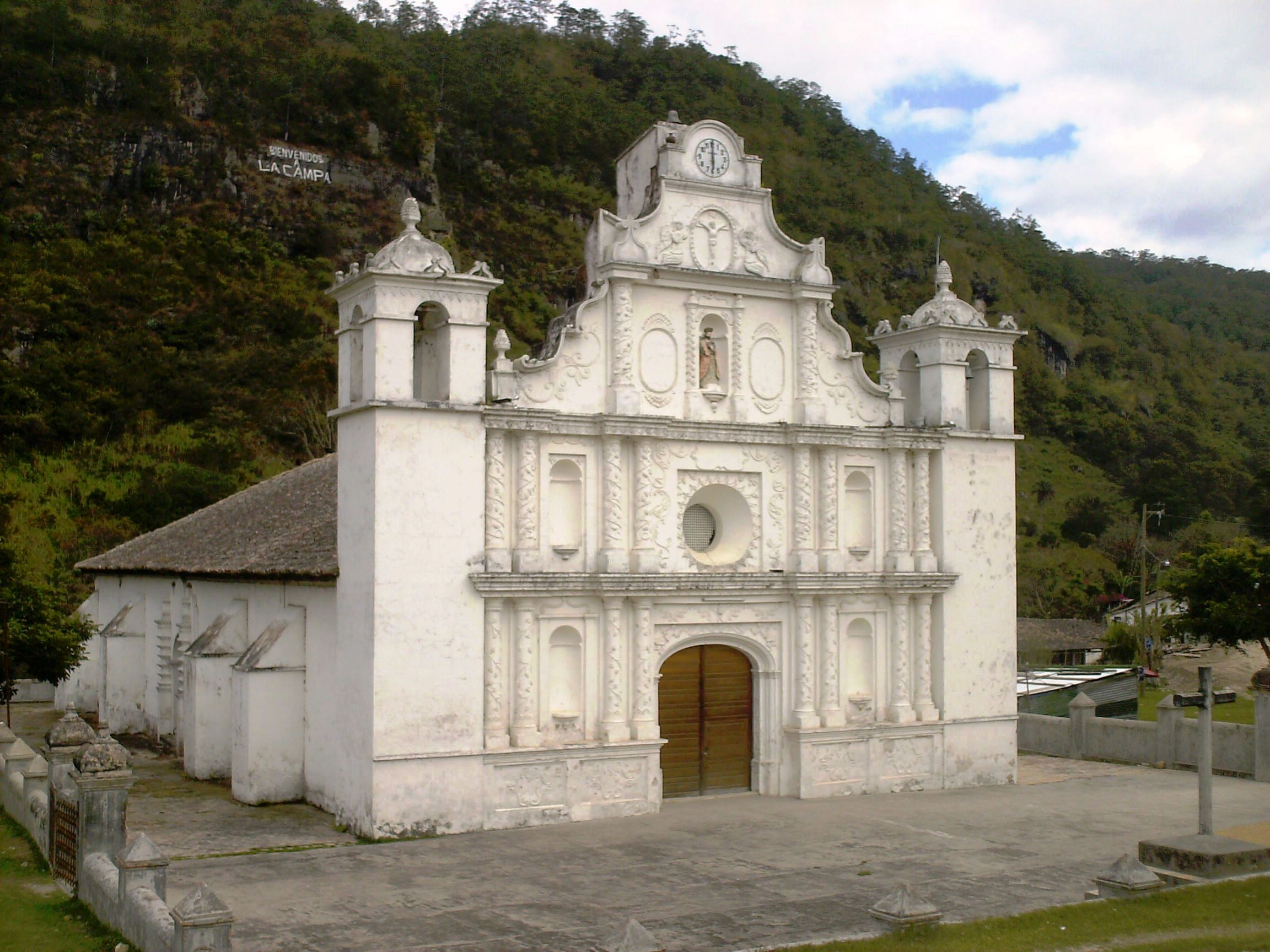

拉坎帕（西班牙語：La Campa），是洪都拉斯的城鎮，位於該國西南部，由倫皮拉省負責管轄，始建於1921年，面積108.9平方公里，海拔高度1,237米，2001年人口4,139，人口密度每平方公里38.01人。
14°28′N 88°36′W / 14.467°N 88.600°W